# Marpissa mizoramensis
Marpissa mizoramensis là một loài nhện trong họ Salticidae.
Loài này thuộc chi Marpissa. Marpissa mizoramensis được Biswamoy Biswas & Biswamoy Biswas miêu tả năm 2007.